# Solūbalm
Solūbalm (persiska: سلوبلم, سَلوبَم, سَلو بَلَم, سَلوبَلم) är en ort i Iran.   Den ligger i provinsen Hormozgan, i den sydöstra delen av landet, 1 000 km sydost om huvudstaden Teheran. Solūbalm ligger 207 meter över havet och antalet invånare är 145.
Terrängen runt Solūbalm är kuperad åt nordost, men åt sydväst är den bergig. Solūbalm ligger nere i en dal. Runt Solūbalm är det ganska glesbefolkat, med 50 invånare per kvadratkilometer. Närmaste större samhälle är Sarzeh Posht Band, 7,9 km söder om Solūbalm. Trakten runt Solūbalm är ofruktbar med lite eller ingen växtlighet.